# Sidi Abdelaziz
Sidi Abdelaziz är en ort i Algeriet.   Den ligger i provinsen Jijel, i den norra delen av landet, 270 km öster om huvudstaden Alger. Sidi Abdelaziz ligger 66 meter över havet och antalet invånare är 10 153.
Terrängen runt Sidi Abdelaziz är kuperad åt sydost, men norrut är den platt. Havet är nära Sidi Abdelaziz åt nordväst. Runt Sidi Abdelaziz är det ganska tätbefolkat, med 214 invånare per kvadratkilometer. Det finns inga andra samhällen i närheten. I omgivningarna runt Sidi Abdelaziz växer i huvudsak blandskog.